# Non è tutto oro quel che luccica

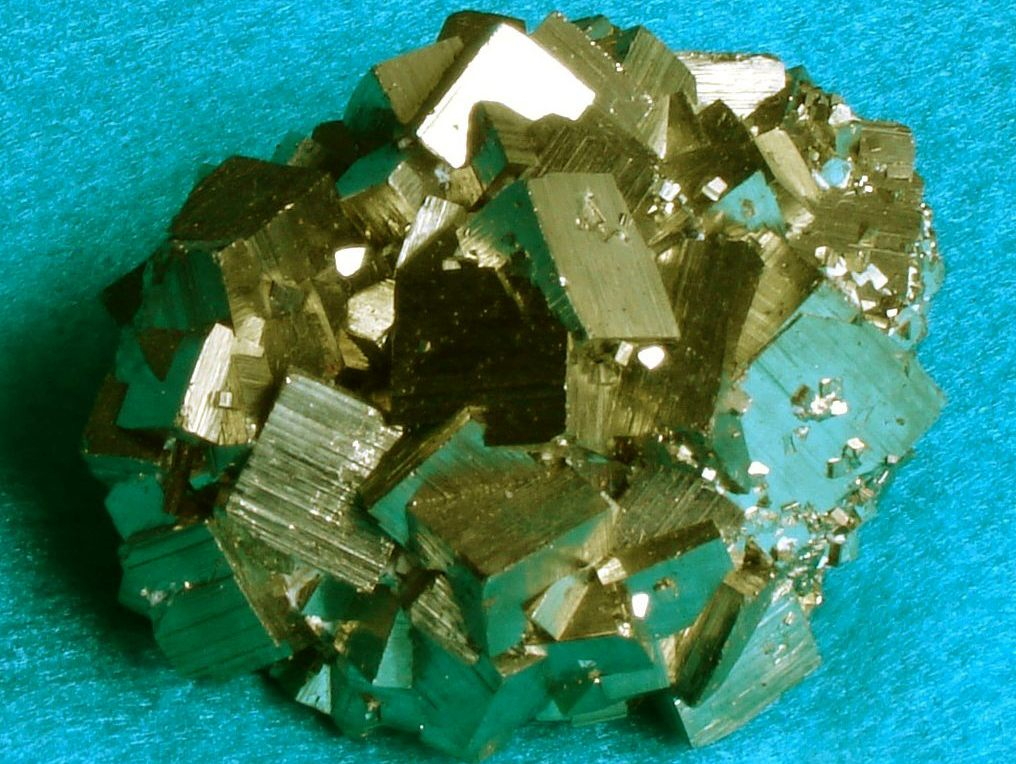
A causa del suo aspetto, la pirite viene anche definita oro degli stolti

Non è tutto oro quel che luccica, a volte riportata nella forma non tutto quel che luccica è oro, è un proverbio italiano.
Frase metaforica che ha il significato di mettere in guardia dalle cose, comportamenti o situazioni che appaiono a vista commendevoli e molto valide, ma che poi, a un'indagine più approfondita, risultano molto meno convenienti, piacevoli o lodevoli di come appaiono a prima vista.
Sebbene riferimenti a questa locuzione siano presenti dai tempi di Esopo fino a I racconti di Canterbury, l'espressione si è diffusa per via della sua presenza ne Il mercante di Venezia di William Shakespeare. L'espressione è presente su uno degli scrigni offerti a Porzia da uno dei suoi pretendenti, il Principe del Marocco:
Often have you heard that told;

Many a man his life hath sold

But my outside to behold:

Gilded tombs do worms infold.

Had you been as wise as bold,

Young in limbs, in judgment old,

Your answer had not been inscroll’d:

Fare you well, your suit is cold.»
Te l'hanno detto spesso e sai che molti

La vita hanno venduto per vedere

Di me solo l'esterno.

Vermi contengono le tombe dorate.

Se saggio fossi stato quanto audace,

Vecchio nel giudizio quanto nel corpo

Giovane, nessuno questa risposta

Avrebbe scritto. Addio.

Fredda è la tua richiesta.»
(William Shakespeare, Il mercante di Venezia, Atto secondo, Scena settima)
Un'espressione molto simile, ma di senso inverso, sarà ripresa da J.R.R. Tolkien ne Il Signore degli Anelli, pronunciata prima da Gandalf il Grigio e poi da Bilbo Baggins. Se il proverbio shakespeariano mette in guardia contro l'ambiguità delle belle apparenze (tombe dorate che contengono vermi), il passo di Tolkien formula una metafora della speranza, dove ciò che sembra perduto potrebbe essere solo in ombra:
Not all those who wander are lost;

The old that is strong does not wither,

Deep roots are not reached by the frost.

From the ashes a fire shall be woken,

A light from the shadows shall spring;

Renewed shall be blade that was broken,

The crownless again shall be king.»
Non tutti coloro che vagano si sono persi;

Il vecchio ch'è forte non s'aggrinza,

Le radici profonde non gelano.

Dalle ceneri rinascerà un fuoco,

L'ombra sprigionerà una scintilla;

Nuova sarà la lama ora rotta,

E re quei ch'è senza corona.»
(J. R. R. Tolkien, La Compagnia dell'Anello)
La frase è anche menzionata nella canzone Stairway to Heaven dei Led Zeppelin.